# Штеле, Аделина
Аделина Штеле (нем. Adelina Stehle; 30 июня 1861, Грац — 24 декабря 1945, Милан) — итальянская оперная певица (сопрано) австрийского происхождения. Дочь австрийского военного дирижёра Франца Штеле (1812—1892), женившегося на итальянке и поселившегося в Италии после выхода на пенсию в 1869 году.
Училась пению в Милане, дебютировала в 1881 году в партии Амины в опере «Сомнамбула» в городе Брони. Обосновавшись здесь на некоторое время, вышла замуж за местного адвоката Карло Манджаротти, их сын Джузеппе Манджаротти стал основателем итальянской фехтовальной династии, к которой принадлежали внуки Штеле Дарио Манджаротти, Эдоардо Манджаротти, Марио Манджаротти и правнучка Штеле Карола Манджаротти.
Во второй половине 1880-х гг. выступала в Болонье, Венеции, Флоренции, Риме. В 1890 г. гастролировала в Чили и Перу, а по возвращении поступила в труппу Ла Скала и выступала на одной из важнейших итальянских оперных сцен в течение 12 лет. Гастролировала в Вене (1893), Варшаве (1894), Москве и Санкт-Петербурге (1897), Мадриде (1900), затем в начале XX века пела в Париже, Берлине, Одессе, Латинской Америке. Завершив исполнительскую карьеру, занималась в Милане преподавательской деятельностью; среди её учеников, в частности, Джаннина Аранджи-Ломбарди.

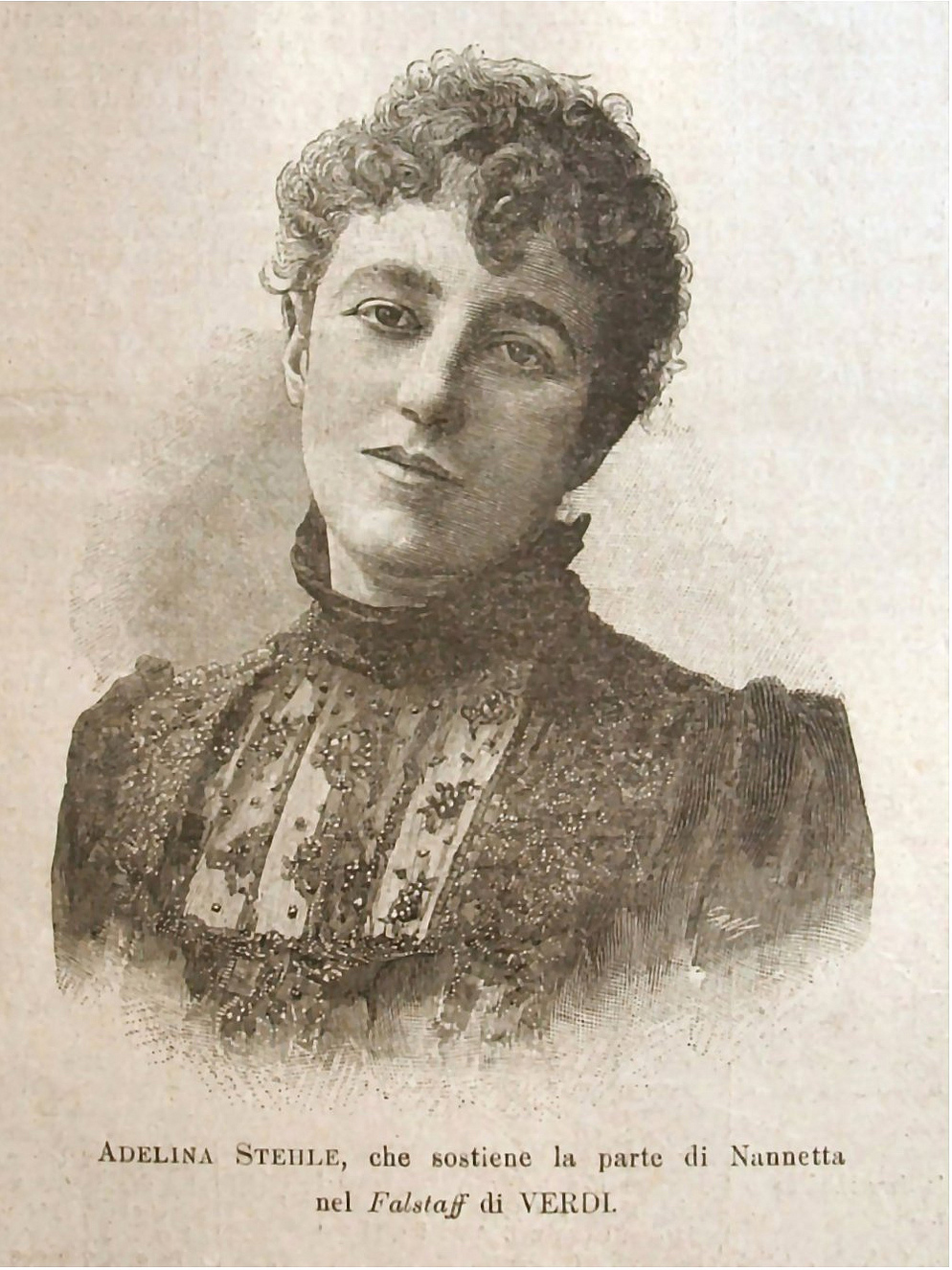
Штеле в партии Наннетты в «Фальстафе» Верди

Наиболее значительной частью репертуара Штеле были современные ей итальянские оперы веристского направления. Она была первой исполнительницей партии Недды в «Паяцах» Руджеро Леонкавалло (1892), пела на премьерах опер Пьетро Масканьи «Вильям Ратклиф» и «Сильвано» (обе 1895), была среди наиболее частых и заметных исполнительниц пуччиниевских опер (особенно «Богемы»), а также заглавных партий в «Адриенне Лекуврёр» Франческо Чилеа и «Федоре» Умберто Джордано. Кроме того, Штеле и её второй муж Эдоардо Гарбин вошли в число первых исполнителей последней оперы Джузеппе Верди «Фальстаф» (1892).
В городе Oltrepò Pavese, познакомилась с первым мужем, Карло Есть , он был адвокатом из состоятельной семьи. У пары родился сын Иосиф Mangiarotti, который в начале девятнадцатого века был основателем "семьи Mangiarotti", великие чемпионы по фехтованию.

## Репертуар и записи
Аделина Штеле сделала серию записей для лейбла "Phonotype Company" в 1905 году, но опубликованы только две из них.
Самыми яркими ролями являются: 
- Адин в Condor d ' Gomes (21 февраля 1891, Милан)
- Вальтер в La Wally de Catalani (20 января 1892, Милан)
- Недда Пальячи де Леонкавалло (21 мая 1892, Милан)
- Nannetti в Фальстафа из Verdi (9 февраля 1893, Милан)
- Симонетта Каттанеи в Медичи Леонкавалло (9 ноября 1893, Милан)
- Мария а Гульельмо Ратклифф де Масканьи (16 февраля 1895, Милан)
- Матильда - Сильвано де Масканьи (25 марта 1895, Милан)